# Jean Garaïalde
Jean Garaialde (Ciboure, 2 oktober 1934) is een Frans-Baskische golfprofessional.
Garaialde werd in 1952 professional. Vanaf het begin der jaren vijftig was hij de beste professional golfer in Frankrijk. Hij won 12x de prof kampioenschappen tussen 1960-1982 en 17x het Nationaal Open.
Nadat hij zijn laatste World Cup had gespeeld, trok hij zich terug uit het wedstrijdcircuit, maar speelde wel een aantal senior toernooien. In 1992 won hij nog het Turespaña Leman International Senior Trophy in Zwitserland. Ook werd hij nog gedeeld 11de bij het Senior Brits Open Kampioenschap.
In 1969 en 1970 was hij de beste Europese speler. In 2004 werd het Franse Open gewonnen door Jeff Remesy, de eerste Franse winnaar sinds Garaialde (1969). Garaialde was aanwezig om Remesy de bokaal te overhandigen.

## Franse toernooien
In Frankrijk heeft Garaialde tussen 1960 en 1982 twaalf keer het Omnium de France gewonnen. Hij won ook twaalf keer het PGA Kampioenschap (1968, 1969, 1970, 1971, 1972, 1974, 1975, 1976, 1977, 1980, 1982 en 1985) en zeventien keer het French Native Open (1957-1976).

### Gewonnen
Frankrijk
- 1951: Omnium de Saint-Jean-de-Luz
- 1952: Omnium de Biarritz
- 1953: Omnium de Valescure, Omnium de Monte-Carlo
- 1957: French Native Open
- 1958: French Native Open
- 1960: Omnium de France
- 1962: Omnium de France, French Native Open
- 1963: Omnium de France, French Native Open
- 1964: Omnium de France, French Native Open
- 1965: Omnium de France, French Native Open, Omnium International d'Evian
- 1966: Omnium de France, French Native Open
- 1967: Omnium de France, French Native Open
- 1968: Omnium de France, Championnat de France Pro
- 1969:  Open de France, Open de España, German Open, Moroccan Open, French Native Open, Championnat de France Pro
- 1970: Omnium de France , French Native Open, Championnat de France Pro
- 1971: Omnium de France , French Native Open, Championnat de France Pro
- 1972: French Native Open, Championnat de France Pro
- 1973: French Native Open
- 1974: French Native Open, Championnat de France Pro
- 1975: French Native Open, Championnat de France Pro
- 1976: French Native Open, Championnat de France Pro, Inter Maritime
- 1977: Championnat de France Pro
- 1978: Challenge Novotel, Inter Maritime Pro-Am
- 1979: Omnium de France
- 1980: Championnat de France Pro, French Match Play Championship, Challenge Novotel, Inter Maritime
- 1981: Trophée GSL Texas Institute
- 1982: Omnium de France, Championnat de France Pro, Rover Grand Prix, Cannes-Mougins Open
- 1985: Championnat de France Pro
- 1987: French Native Open, Ivory Coast Open

Elders
- 1969: Frans –, Spaans –, Duits –, Zweeds – en Marokkaans Open
- 1970: Duits Open, Zweeds Open
- 1992: Turespaña Leman International Senior Trophy in Zwitserland

### Teams
- World Cup: 24 keer sinds 1954, een record
- European Nations Cup: 1975 (met Bernard Pascassio, winnaars)